# ايزكيل هارت
ايزكيل هارت هو رائد أعمال وسياسي كندي، ولد في 15 مايو 1770 في تروا ريفيير في كندا، وتوفي بنفس المكان في 16 سبتمبر 1843. انتخب Member of the  Legislative Assembly of Lower Canada ‏ عن دائرة Trois-Rivières (Lower Canada electoral district) ‏ (11 أبريل 1807 – 23 نوفمبر 1809).